# تلويح بالفضيلة

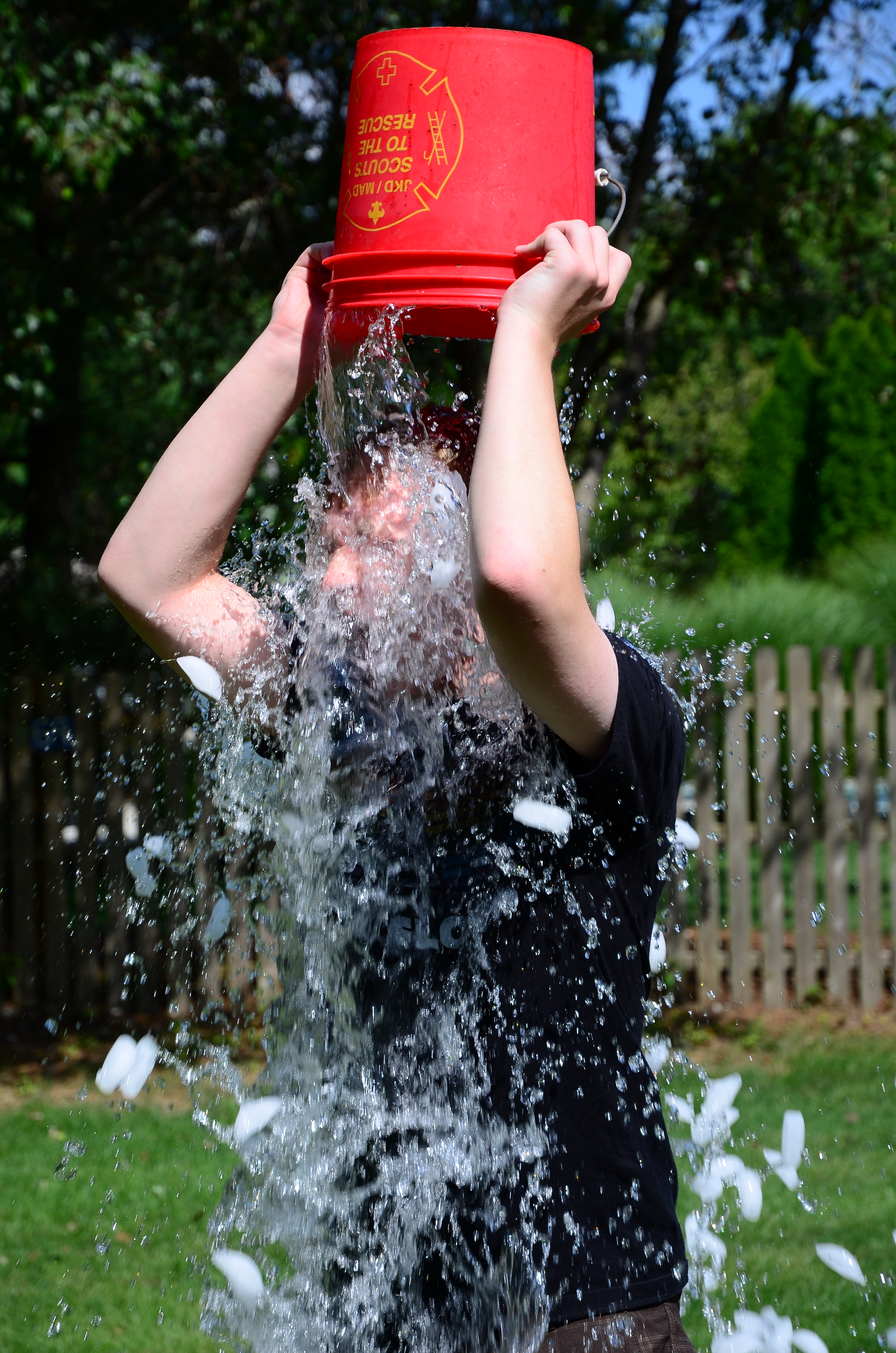
شخص يؤدي تحدي دلو الثلج لصالح حملة تهدف إلى نشر الوعي حول مرض التصلب العضلي الجانبي ويعتبر انوع من الإشارة إلى التلويح بالفضيلة.

التلويح بالفضيلة هو التعبير بوضوح عن القيم الأخلاقية. استخدم هذا المصطلح لأول مرة في نظرية الإشارات لوصف أي سلوك يمكن أن يشير أو يلوح بالأخلاق، وخصوصا التقوى بين المتدينين. وفي الأعوام القليلة المنصرمة، أصبح المصطلح أكثر شيوعا كأسلوب ازدراء يطلقه المعلقون لينتقدوا ما يعتبرونه تأييدا فارغا وسطحيا لوجهات نظر سياسية معينة، وأيضا كأسلوب لانتقاد تفضيل المظهر على الفعل بين أعضاء الجماعات وبعضهم البعض.

## نظرية الإشارات
وفقا لعلم الأحياء التطوري، تعتبر نظرية الإشارات بناء نظريا يستخدم لفحص التواصل بين الأعضاء. فهي تهتم بالإشارات الصادقة. فمثلا، يعتبر ذيل الطاووس إشارة أو تلويحا أمينا عن لياقته، وذلك لأن طاووسا أقل لياقة لن يمتلك ذيلا مثيرا. وبالمثل من ذلك، تستخدم نظرية الإشارات في الاقتصاد أيضا. فالبنك الذي يملك مبنى مدهشا يشير إلى عظمة صلابته المالية، وذلك مقارنة ببنك يملك مبنى أقل إدهاشا.
ربما كان السبب في ظهور الدين هو أن يعزز ويحافظ على التعاون بين أعضاء جماعته. تبدو الطقوس الدينية المكلفة متناقضة من الناحية التطورية والاقتصادية، لكن ذلك يتغير عندما نضع نظرية الإشارات في الاعتبار. فمثل تلك الطقوس المكلفة تعمل كإشارات التزام منيعة ضد التزييف. وينعت هذا السلوك أحيانا بـ «التلويح بالفضيلة». وقد طبقت مدونة لسرونغ معنى التلويح بالفضيلة هذا على النقاشات الغير الأكاديمية في فبراير من العام 2009.

## استخدامها في الازدراء
في منتصف العام 2010، انتشر مصطلح التلويح بالفضيلة بين مستخدمي الإنترنت ووسائل التواصل الاجتماعي كأسلوب ازدراء، حيث استنكروا بعض أفعال الالتزام الشعبي بأشياء جيدة لا تقبل النقاش مثل تغيير صورة حساب الفيسبوك تضامنا مع قضية ما، المشاركة في تحدي دلو الثلج، نشر الأفكار والأدعية عقب وقوع مأساة، خطابات المشاهير أثناء تلقي الجوائز، وتملق السياسيين للناخبين على أسس أيديولوجية.
يقول المعجمي أورين هارغريفز أن المصطلح ينبع من وسائل التواصل الاجتماعي، مما يزيل الحواجز أمام بث العواطف. ويربط أورين المصطلح بفئة المصطلحات الجديد الخاصة بـ «الخزي»، كخزي الصلوات مثلا، والذي قد يكون له معنى معاكسا للتلويح بالفضيلة. كما تصف المحررة بشركة ميريام وبستر إيميلي بريوستر المصطلح بأنه نظير شبه أكاديمي لمصطلح «التفاخر المتواضع» الذي صاغه هاريس ويتلس عام 2010.
في 22 يونيو 2014، نشر تعليق على مقالة بمدونة بي جي ميديا واستخدم فيه مصطلح «التلويح بالفضيلة» لوصف عدة مقالات تنتقد قطعة كتبها جورج ويل حول ردود فعل الحكومة الفيديرالية الأمريكية على ادعاءات الاغتصاب في الجامعات.
أخطأت جريدة بوستون غلوب حينما ذكرت في أحد مقالاتها أن استخدام المصطلح يعود إلى عام 2004.
في أبريل 2015، استخدم الكاتب البريطاني جيمس بارثولوميو في جريدة سبكيتيتور التلويح بالفضيلة ليصف التعبيرات الشعبية الفارغة التي يقصد بها اتخاذ موقف مقبول اجتماعيا دون التعرض لأي مخاطرة أو القيام بأي تضحية. وقد خص جيمس إعلانا بسوق هول فودز بالنقد، حيث كان الإعلان مكونا من صورة لأم تحمل طفلها فوق كتفها، وكتب على الصورة: «القيم تهمنا.... إننا نملك جزء من الوعي المتنامي الذي يتخطى أهمية الطعام –وعي يدافع عن ما هو جيد». فعلق قائلا: «هذا مثال جلي على ظاهرة التلويح بالفضيلة، التي باتت في انتشار متزايد، وتستخدم لتدل على أنك رحيم، لطيف، وشريف». كما أشار جيمس بالمصطلح إلى العديد من الشخصيات الإعلامية، الأكاديمية، والسياسية. يقول جيمس أن التلويح بالفضيلة يمكن أن يكون إعلانا عن التضامن، أو الكراهية تجاه أمور سلبية، وذلك كوسيلة لإخفاء النوايا الذاتية المتضخمة. وفي مقال لاحق، ادعى جيمس زورا أنه اخترع المصطلح، وقد عارضته جريدة الغارديان وبوستون غلوب في ذلك، إلا أن الجريدتان اعترفتا بأن الفضل يرجع إليه في نشر وشهرة المصطلح.

## تعليقات
يرى سام بومان، المدير التنفيذي لمعهد آدم سميث، أن معنى المصطلح كما نشره جيمس بارثولوميو يسيء استخدام مفهوم التلويح ويشجع على التفكير البطيء. وفي الغارديان، اقترحت زوي ويليامس أن العبارة ازدراء مكمل لمصطلح «شمبانيا اشتراكية»، بينما يقول الزميل بالغارديان ديفيد شارياتماداري أنه بينما يخدم المصطلح هدفا ما، فإن استخدامه المتزايد كهجوم شخصنة أثناء المناظرات السياسية جعل المصطلح مجرد تعبير طنان سياسي فارغ.
تلوم هيلين لويس، التي تكتب لدى نيو ستاتسمان، التلويح بالفضيلة على هزيمة حزب العمل في انتخابات 2015 العامة، وقالت أن الرغبة في الظهور بآراء أخلاقية قادت النشطاء السياسيين إلى التركيز على قضايا مثل نزع السلاح النووي، والتي تعد قضايا بعيدة عن بال الناخب العادي، مما أدى إلى حدوث تأثير تضخيم أدى إلى تقليل استراتيجي حزب العمل من شأن التأييد الذي تأخذه السياسات المحافظة.